# Piteado

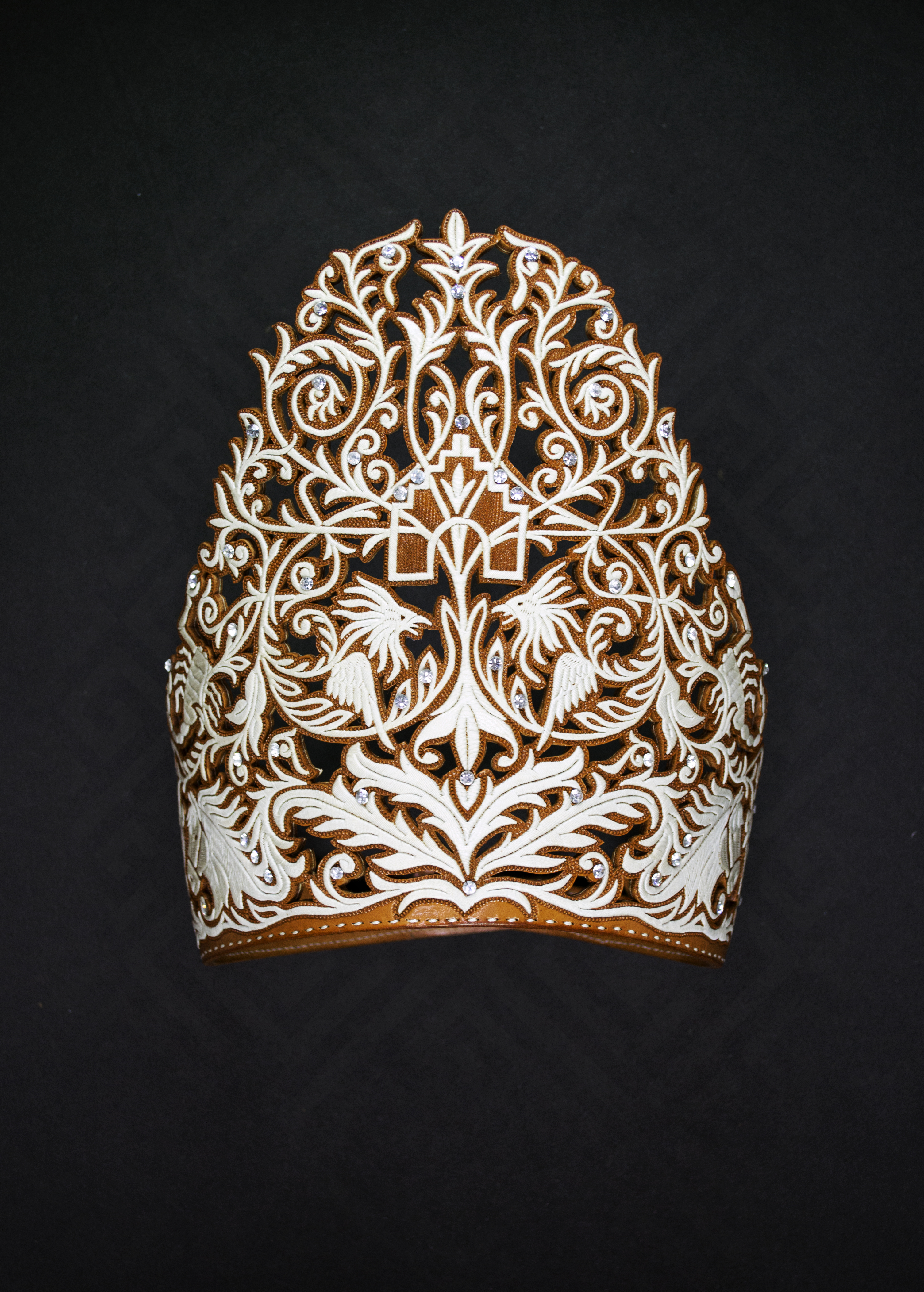
Couronne faite pour la reine de la 25efoire nationale Piteado (2016) à Colotlán.

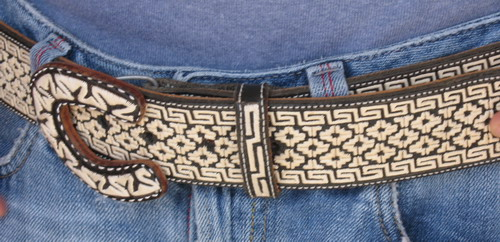
Détail d'une ceinture de piteado faite à la main.

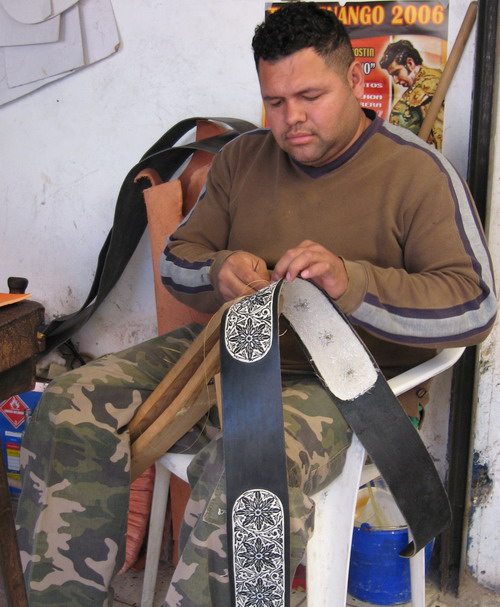
Punteador au travail dans la talabarterie.

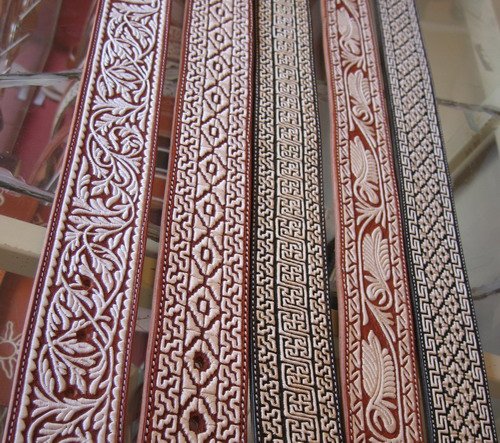
Variété de ceintures piteado.

Le piteado est une technique artisanale pratiquée actuellement dans certaines villes d'Amérique, où la fibre de pita ou d'ixtle (fil tressé fabriqué à partir de la fibre du maguey, l'agave américain) est brodée en motifs décoratifs sur le cuir. Cette technique est utilisée pour fabriquer des ceintures, des sandales, des bandeaux pour les cheveux, des selles et d’autres accessoires en cuir. Elle est populaire au Mexique et en Amérique centrale et ses motifs typiques incluent des fleurs, des animaux, des charreada et des symboles préhispaniques. 
Traditionnellement, chaque atelier de sellerie emploie trois types de travailleurs, chacun chargé d'une tâche spécialisée : découpage du cuir, broderie et « punteadores ». 

## Les sites du piteado
L’État mexicain de Jalisco est célèbre pour ce type d’artisanat, notamment la ville de Colotlán. Cette région est devenue un grand producteur de deux types d’industries piteado non traditionnelles. Une qui utilise des machines à broder de fabrication automatisée pour fabriquer des produits d'imitation piteado et une autre où des fils d’argent et d'or non précieux sont insérés dans des maroquineries qui sont ensuite frauduleusement vendus en tant qu’or et argent véritables. 
Le travail de piteado est un métier d'art traditionnel fait main utilisé dans certains folklore mexicain, qui s'est étendu à plusieurs communautés dans d'autres États mexicains, y compris Hidalgo, Guerrero, Veracruz, San Luis Potosí, État de Mexico, Durango, Zacatecas, Michoacán et Chiapas. 
Colotlán, une ville de Jalisco, se nomme elle-même capitale mondiale du piteado, car il existe de nombreux magasins de sellerie et des artisans dévoués, comme principale source de revenus pour ses habitants. Chacun de ces ateliers emploie trois types de travailleurs, chacun chargé d'une tâche spécifique : les tiroirs, les brodeuses et les punteadores . Il existe une foire annuelle consacrée à la promotion de l'art des artisans de piteado locaux. 
Broder une ceinture à la main peut nécessiter 30 jours de travail ou plus. Le type de fil végéta utilisé pour la broderie est produit à Veracruz, Chiapas et Oaxaca. Les artisans de ces régions réalisent des travaux piteado bien finis et plus élaborés, mais en raison du manque de publicité et de promotion, il leur est souvent impossible de vendre sur le marché auquel ils sont destinés. 
Il existe une fondation qui fait la promotion du piteado à Veracruz, avec des succursales en Floride et à Shanghai, qui accueille, soutient et fournit des machines et du matériel aux communautés d’artisans. Cette organisation encourage également la recherche scientifique pour améliorer la plante à partir de laquelle la fibre de cactus est obtenue, en rassemblant les communautés impliquées. Ils mettent en contact des agriculteurs du nord d'Oaxaca avec des chercheurs en biochimie et en agriculture de la ville guatémaltèque de Mazatenango, en soutenant la conception expérimentale de nouveaux produits, en fournissant des ressources et un soutien aux artisans potentiels proposant de grandes créations innovantes et en continuant de préserver ces ressources naturelles non renouvelables. Le groupe encourage l’amélioration du processus de fabrication de certains produits traditionnels déjà sur le marché, la poursuite de la propagation de l’art et la préservation de son histoire.